# عيون الأثر في فنون المغازي والشمائل والسير
عيون الأثر  هو مصنف في السيرة النبوية، صنفه الحافظ فتح الدين محمد بن محمد ابن سيد الناس اليعمري الأندلسي، وهو من أهم مصنفاته وأشهرها، إذ حظي بالقبول وأثنى عليه العلماء من بعده، فممن أثنوا عليه، الإمام تاج الدين السبكي (ت 771 هـ) بقوله «وصنف الشيخ فتح الدين كتاباً في المغازي والسِّير سماه عيون الأثر، أحسن فيه ما شاء»، ووصفه ابن كثير (ت 774 هـ) بقوله: «وقد جمع سيرة حسنة في مجلدين»، ووصفه الإمام الحافظ ابن حجر (ت 852 هـ)، بقوله: «وصنف في السيرة كتابه المسمى عيون الأثر وهو كتاب جيد في بابه»، وقال عنه الإمام الشوكاني (ت 1250 هـ) «له تصانيف منها السيرة النبوية المشهورة، التي انتفع بها الناس من أهل عصره فمن بعدهم»،
قال ابن سيد الناس في أول كتابه مبيناً سبب التصنيف: "ولما وقفت على ما جمعه الناس قديما وحديثا، من المجاميع في سير النبي - صلى الله تعالى عليه وسلم -، ومغازيه، وأيامه، وغير ذلك، لم أر إلا مطيلا مملا، ومقصراً بأكثر المقاصد مخلاً ". ثم بين أن منهجه لم يكن سوى الاختيار والانتقاء من كلامهم ما صح لديه، حيث يقول: "فليس لي في هذا المجموع، إلا حسن الاختيار مي كلامهم، والتبرك بالدخول في نظامهم.

## أهمية الكتاب
يعتبر عيون الأثر من أهم ما ألف في السيرة وأصحها، ومما يؤكد ذلك رجوع عدد من المصنفين إليه، واعتمادهم على مادته في كثير من الأبواب، كالشيخ محمد بن يوسف الصالحي (ت 942 هـ) في كتابه «سبل الهدى والرشاد في سيرة خير العباد» المعروفة بالسيرة الشامية، والشيخ علي بن إبراهيم الحلبي (ت 1044 هـ) في كتابه «ايناس العيون في سيرة الأمين المأمون» المعروفة بالسيرة الحلبية، ومن أهميته أيضاً أنه حظي بعناية العلماء بعده شرحاً ونظماً واختصاراً، فكان ممن شرحه الإمام الحافظ برهان الدين سبط ابن العجمي (ت 841 هـ) في مصنف أسماه: «نور النبراس في شرح سيرة ابن سيد الناس» وشرحه الشيخ يوسف بن حسن الحنبلي (ت 909 هـ) في كتاب أسماه «اقتباس الاقتباس لحل مشكل سيرة ابن سيد الناس».

## ترتيب الكتاب
رتب المؤلف الأحداث في كتابه على أساس زمني حسب تتابعها التاريخي ابتدأها بذكر نسب النبي صلى الله عليه وسلم ومولده، وحياته قبل البعثة وبعدها في مكة، ثم هجرته من مكة إلى المدينة وما جرى بعدها من غزواته وسراياه، ثم فتح مكة وما تلى ذلك من أحداث حتى وفاته صلى الله عليه وسلم، ثم ختم كتابه بذكر شمائل النبي وصفاته وأخلاقه وذكر أبناءه وزوجاته وأقاربه.